# Малиетоа Танумафили II Сусуга
О ле Ао О ле Мало Малиетоа Танумафили II Сусуга (4 января 1913 года — 11 мая 2007 года, Апиа, Самоа) — вождь, глава государства (О ле Ао О ле Мало) Самоа с 1939 по 2007 годы.
С 16 августа 1996 года  после отставки президента Доминиканской Республики — Хоакина Балагера и до своей кончины 11 мая 2007 года являлся самым пожилым действующим главой государства на планете.

## Биография
Малиетоа Танумафили II — третий ребёнок Малиетоа Танумафили I. Титул вождя (Малиетоа) он получил в 1939 году после кончины отца. Когда 1 января 1962 года Западное Самоа получило независимость, Малиетоа Танумафили II и Тупуа Тамасесе стали пожизненно главами государства. Когда последний умер в 1963 году, у Западного Самоа остался один правитель.
По форме правления Западное Самоа (с 1997 года — Самоа) сочетало черты монархии и республики.
С одной стороны, Малиетоа Танумафили II получил титул вождя по наследству, а с другой, хотя он и был пожизненным главой государства, после его смерти глава государства стал избираться парламентом на пять лет.
Поэтому его часто называли не монархом или президентом, а О ле Ао О ле Мало, что на самоанском языке означает «глава правительства (государства)».

## Интересные факты
- Малиетоа Танумафили II исповедовал веру бахаи. Считается, что из лиц королевской крови это второй бахаи в истории после королевы Румынии Марии Эдинбургской.
- Если считать время правления от независимости Самоа, то Малиетоа Танумафили II уступал по длительности правления таким монархам, как таиландский король Пхумипон Адульядет и английская королева Елизавета II, но по времени коронации (1939 год) превосходил их[1].
- Являлся полностью подтверждённым, самым пожилым руководителем в мире, который в таком возрасте занимал пост.